# ساموئل تونویان
ساموئل آرتاشی تونویان (ارمنی: Սամվել Արտաշի Տոնոյան؛ زادهٔ ۱ ژوئن ۱۹۴۶) یک  سیاستمدار اهل ارمنستان است که از تاریخ ۱۹۹۰ تا تاریخ ۱۹۹۵ سمت نمایندگی دوره اول شورای عالی جمهوری ارمنستان را برعهده داشت.

## زندگی‌نامه
در 	۱ ژوئن ۱۹۴۶ در ارمنستان به دنیا آمد و از دانشگاه ملی علوم کشاورزی ارمنستان فارغ‌التحصیل شد. 